# Bratków (stacja kolejowa)
Bratków – stacja kolejowa w Olszewicach, w województwie łódzkim, w Polsce. Na stacji zatrzymywały się pociągi jeżdżące do Opoczna, Tomaszowa Mazowieckiego oraz Koluszek. Od 1 sierpnia 2009 roku do 9 grudnia 2012 ruch pasażerski był zawieszony.

## Ruch pasażerski
| Rok  | Wymiana pasażerska na dobę |
| ---- | -------------------------- |
| 2017 | 10-19                      |
| 2022 | 0-9                        |